# Garfield Akers
Garfield Akers (Brights o Bates, 1902 circa – probabilmente a Memphis, fra il 1953 e il 1959) è stato un cantante e chitarrista statunitense blues, conosciuto anche come Garfield Partee.
A noi sono giunte solo quattro sue registrazioni. Il suo brano più famoso è quello del suo debutto discografico, Cottonfield Blues, che Don Kent elogiò dicendo che «...solo pochi duetti chitarristici in tutto il blues eguagliano la spinta incredibile, i ritmi intricati e la selvaggia intensità...» del pezzo e definì Akers come «...uno dei più grandi cantanti nella storia del blues.». Michael Gray la definì come «...la nascita del rock 'n' roll ... dal 1929!».

## Discografia
- Cottonfield Blues Part 1 / Cottonfield Blues Part 2, (1929), (Vocalion Records 1442)
- Jumpin' And Shoutin' Blues / Dough Roller Blues, (1930), (Vocalion Records 1481)